# Garzatura

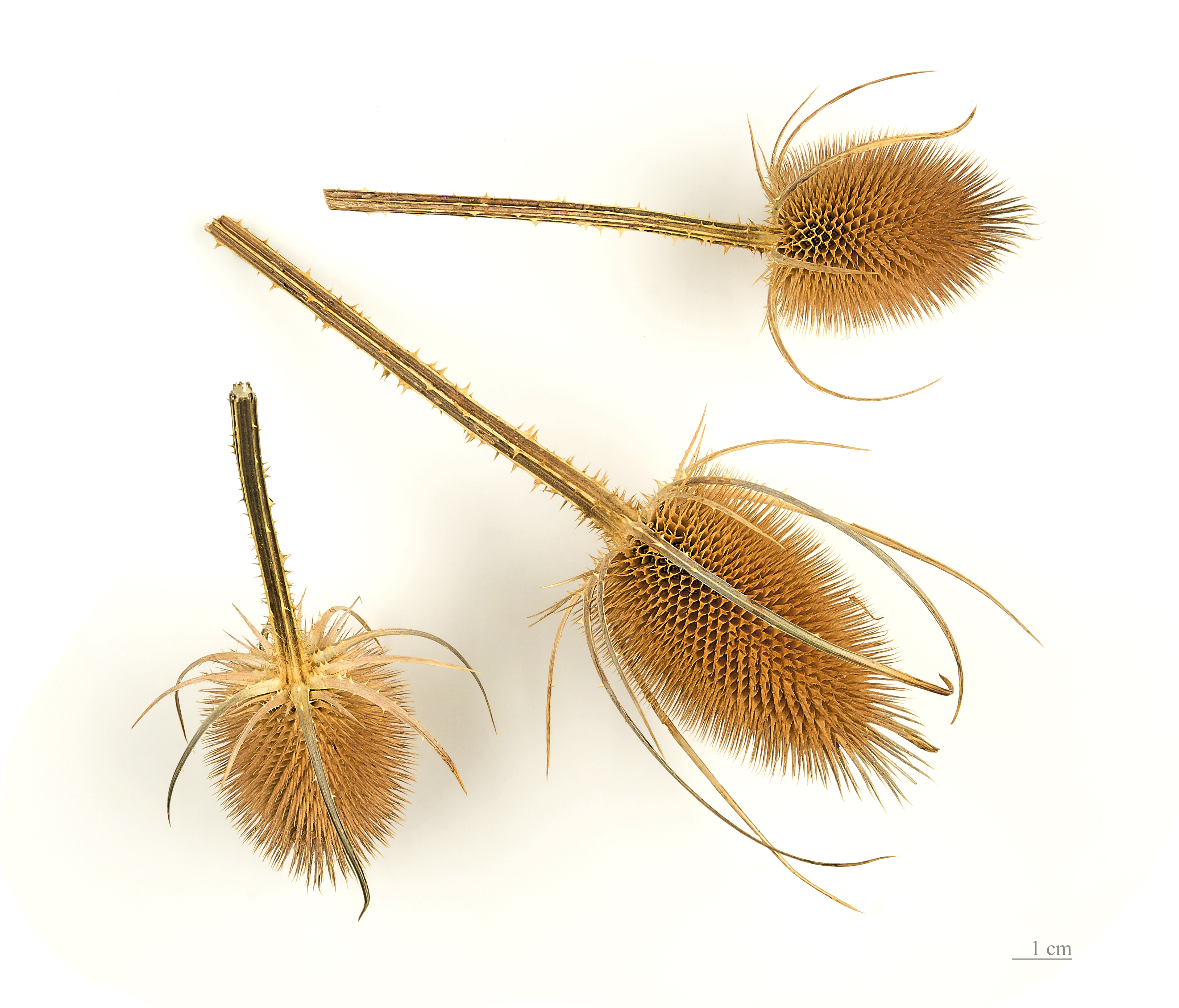
Cardo dei lanaioli

La garzatura è un'operazione che fa parte del processo di finissaggio dei tessuti: consiste nel sollevare le fibre dei fili di un tessuto, per renderlo morbido e soffice. Cambia la mano conferendo un aspetto peloso e vellutato alla superficie, nasconde l'intreccio della trama e dell'ordito e, aumentando la quantità di aria trattenuta, aumenta le proprietà di isolamento termico del tessuto.

## Storia
Un tempo la garzatura veniva effettuata con i fiori secchi del cardo dei lanaioli o con pelli irte di aculei del porcospino. I fiori del cardo, ricchi di spine, venivano colti secchi, uniti in modo che in un mazzetto i fiori fossero vicini e disposti in file parallele, andando a costruire un specie di spazzola che strusciata sulla superficie della stoffa tirasse fuori il pelo.
A queste rudimentali spazzole (garzi) sono seguite quelle con dentini in metallo.
A tutt'oggi i cardi vegetali sono utilizzati per la lavorazione di fibre pregiate, come il cashmere, in quanto conferiscono aspetti differenti dai cardi metallici. In ambiente laniero la garza vegetale viene chiamata guernissaggio.

## Garzatura metallica
La garzatura mediante garza metallica oggi si avvale di macchinari composti di una botte rotante (nel senso di avanzamento del tessuto) su cui sono incernierati i cilindri garzatori; ovvero cilindri ricoperti di aculei metallici con direzione alternata. Da qui deriva la denominazione di cilindri "Pelo" cioè che lavorano nella direzione di avanzamento del tessuto e cilindri "Contropelo" con direzione opposta. Il tessuto avanza trattenuto da due cilindri traino ricoprendo la botte per circa 2/3 della sua circonferenza; quando la garza è in posizione"0" la risultante delle velocità tangenziali fa sì che l'azione sia praticamente nulla, l'operatore agendo sui comandi varia la velocità dei cilindri garzatori effettuando così un'azione meccanica adeguata a risultato desiderato e tipologia di tessuto.
Oggi la garzatura metallica è effettuata con macchinari industriali (garzatrici), costituiti da un grande tamburo rotante (botte) su cui scorre il tessuto, circondato da cilindri garzatori dotati di punte metalliche che lo spazzolano. La rotazione dei cilindri, con verso opposto della botte, estrae il pelo; variando la velocità di rotazione e la finezza e fittezza dei denti metallici si ottengono garzature superficiali o profonde. 
I cilindri garzatori hanno i dentini orientati nei due sensi opposti, uno a pelo (orientati nel senso di rotazione della botte e dell'avanzamento tela, ordinano parallelamente il pelo) l'altro contropelo (portano in superficie il pelo in modo disordinato).
Per ottenere un tessuto garzato su entrambi i lati sono necessari due garzi consecutivi, il primo garza il retro e il secondo il diritto.
Se effettuata a secco il pelo è più gonfio e disordinato, se a umido il pelo è molto fitto e adagiato nello stesso verso.
La garzatura è un'operazione indispensabile dopo la follatura, viene applicata a tutti i tipi di panno.